# Сол Гудман
Джеймс Мо́рган «Джи́мми» МакГи́лл (англ. James Morgan "Jimmy" McGill), также известный как Сол Гу́дман (англ. Saul Goodman) — персонаж американского сериала «Во все тяжкие» и его спин-оффа «Лучше звоните Солу», созданный сценаристами Винсом Гиллиганом и Питером Гулдом и воплощённый на экране актёром Бобом Оденкерком. Впервые появившись во втором сезоне сериала в качестве второстепенного персонажа, Сол Гудман стал одним из ведущих героев в последующих трёх сезонах.
Сол (настоящее имя Джеймс МакГилл) — адвокат по уголовным делам (по словам Джесси Пинкмана, «адвокат, который сам является преступником»), который выступает в качестве адвоката Уолтера Уайта и Джесси и до определённого момента вносит в сериал комичность. Он использует имя Сол Гудман, потому что думает, что его клиенты будут чувствовать себя более уверенно с адвокатом еврейского происхождения. Это имя также является омофоном выражения «Всё хорошо, мужик», звучащее на английском как It’s all good, man. Он одевается в кричащие костюмы, имеет широкие связи в преступном мире и служит посредником между разными криминальными элементами. Несмотря на яркий внешний вид и манеры, Сол, известный своими скандальными малобюджетными рекламами на телевидении, — очень грамотный юрист, который умеет решать проблемы и находить лазейки для того, чтобы защитить своих клиентов. Он также неохотно, но связан с применением насилия и убийствами. Служит в качестве советника для Уолтера, Джесси, Майка Эрмантраута и даже Скайлер Уайт, которой он помог приобрести автомойку для того, чтобы отмывать деньги Уолтера от продажи наркотиков. После раскрытия личности Хайзенберга, с помощью Эда, сбегает по поддельным документам.

## Биография
Джеймс Морган «Джимми» Макгилл родился 12 ноября 1960 года в Сисеро, Иллинойс. В детстве Джимми нередко становился свидетелем того, как посетители магазина, который держал его отец, пользовались наивностью последнего. Вскоре Джимми и сам стал воровать деньги из кассы. По словам старшего брата Джима, Чака, в совокупности он украл из кассы 14 тысяч долларов, что привело к банкротству их отца. Спустя полгода после объявления банкротом, отец Чака и Джима скончался. Дабы не повторять ошибок своего отца, Джим встал на преступный путь, промышляя мелким мошенничеством и получив в криминальных кругах прозвище «Скользкий Джимми» (в другом переводе — «Падучий Джимми»).
Джимми столкнулся с проблемами с законом, когда в пьяном виде испражнился через люк в крыше автомобиля своего недруга, в то время как дети этого человека были внутри. Опасаясь привлечения к ответственности, Джим, несмотря на пятилетнюю разлуку с семьёй, попросил Чака о помощи. Чак успешно защитил его, но потребовал, чтобы он переехал в Альбукерке и работал разносчиком корреспонденции в юридической фирме Чака «Хэмлин, Хэмлин и Макгилл».

### После «Во все тяжкие»
Сол не появляется в фильме «Путь: Во все тяжкие», действие которого разворачивается после финала сериала, но экстрадатор Эд упоминает его, когда Джесси пытается убедить Эда помочь ему покинуть Альбукерке и начать новую жизнь. Кроме того, сцена в фильме показывает, что на месте торгового центра, где ранее находилась юридическая контора Сола, расположились ресторан и спортивный бар.
В сериале «Лучше звоните Солу» каждый сезон начинается с чёрно-белых сцен-флешфорвардов, в которых показана жизнь Сола в Небраске после экстрадации. Он работает менеджером в закусочной «Cinnabon» в торговом центре в Омахе под именем Джин Такавик. Сол постоянно вспоминает о своем прошлом успехе, но опасается, что кто-нибудь, особенно сотрудники полиции, узнает о его предыдущей жизни в Альбукерке. Когда его узнаёт таксист, Сол звонит Эду, чтобы попросить о новой экстракции, но затем решает сам разобраться с ситуацией.
Чтобы избавиться от таксиста, Сол решает показать ему «игру», и организует вместе с ним и его приятелем ограбление молла. Однако «игра» затягивает самого Сола, и то, что должно было отбить любопытство у его новых знакомых, превращается в их преступный промысел.
Вскоре Сол попадается в руки правопорядка, но даже в этой ситуации ему удается выбить для себя феноменальный срок: семь лет, вместо пожизненного срока и ещё ста лет (сроки наказаний в законодательстве США суммируются).
Однако незадолго до суда Сол узнает, что его бывшая жена, Ким Уэкслер, созналась в причастности к смерти их бывшего коллеги, Говарда Хэмлина.
Чтобы защитить Ким, Сол на суде перекладывает вину на себя. Также он сознается в ответственности за гибель агентов Шрейдера и Гомеса, а также преступления Уолтера Уайта: без хорошего юриста тот быстро бы погиб или попал в тюрьму. Более того, он раскаивается, что подстроил лишение брата юридической практики, из-за чего тот совершил самоубийство. В конце своей речи он просит называть себя Джеймсом МакГиллом. Таким образом, герой проходит очищение от грехов, а Сол как образ и преступная личность уходит в небытие.
Вместо 7 лет МакГилла приговаривают к 86.
В заключительной сцене Ким навещает Джимми и они раскуривают сигарету. Когда Ким покидает его, то ещё долго оглядывается, пока Джимми не теряется из вида за стенами тюрьмы.

## Награды
В течение первых четырёх сезонов «Лучше звоните Солу» Боб Оденкерк был номинирован на прайм-таймовую премию «Эмми» за лучшую мужскую роль в драматическом сериале, а также на премию «Золотой глобус» за лучшую мужскую роль. Оденкерк также номинировался на телевизионную премию «Выбор критиков» за лучшую мужскую роль в драматическом сериале за первые четыре сезона и дважды выигрывал награду.